# Station Krobica
Station Krobica is een voormalig spoorwegstation in de Poolse plaats Orłowice.